# Horia Cosmovici
Horia H. Cosmovici (4 aprilie 1909, Tureatca, Ținutul Herța - 1998) a fost avocat, preot și pictor.
În timpul primului război mondial se afla în București, unde s-a stabilit apoi definitiv. Toate studiile le-a făcut la București: școala primară Poenărescu de pe strada Antim, studiile liceale la liceul Gh. Lazăr și doctoratul în drept roman la facultatea de drept a Universității din București.
S-a înscris în Baroul de Ilfov și a lucrat în biroul avocatului profesor Istrate Micescu. Ca legionar, a fost încadrat în Corpul Răzleți din București.
În 1940 Ion Antonescu l-a numit pe Cosmovici subsecretar de stat,  pentru probleme doctrinare, la președinția Consiliului de Miniștri. După o lună și douăzeci de zile, a demisionat din această funcție. 
La 30 noiembrie 1940 avocatul Cosmovici a pledat în favoarea lui Corneliu Zelea Codreanu la procesul de revizuire a condamnării acestuia din 1938. După rebeliune și după intrarea României în război, a fost trimis pe frontul de est.
La 8 septembrie 1943 Cosmovici s-a convertit la catolicismul de rit bizantin în capela privată a monseniorului Vladimir I. Ghika. Horia Cosmovici s-a căsătorit la 16 decembrie 1944 cu Helga Popa (1919-2004). A avut 2 fii și 7 nepoți.
După 1944 a fost arestat de șase ori și a ispășit în detenție peste 17 ani cumulați de termene de pedeapsă penală. În 1964, prin amnistia generală adoptată în același an pentru deținuții politici din RPR, a fost eliberat din lagărul de muncă forțată de la Periprava.
La 13 mai 1969 a fost hirotonit preot unit (greco-catolic) de către episcopul Iuliu Hirțea.
Cosmovici a murit la 11 martie 1998 și a fost înmormântat în cimitirul Bellu Catolic.